# جون بي ليونز
جون بي ليونز (بالإنجليزية: John P. Lyons) هو غطاس أمريكي، (و. 1876  م).

## وصلات خارجية
- جون بي ليونز على موقع أوليمبيديا (الإنجليزية)